# 伟大的荒凉
《伟大的荒凉》（英語：Magnificent Desolation: Walking on the Moon 3D）是一部2005年的IMAX 3D纪录片，讲述了人类首次登上月球的故事，以及阿波罗计划中的12名宇航员。
该片由马克·考恩(Mark Cowen)联合编剧、制作和执导，汤姆·汉克斯联合编剧、制作和主演。